# 2026-os labdarúgó-világbajnokság-selejtező
A 2026-os labdarúgó-világbajnokság-selejtezői döntenek arról, hogy mely 45 csapat jut ki a 2026-os labdarúgó-világbajnokságra a rendező Egyesült Államok, Kanada és Mexikó mellett.

## Részvételi jogok
A 48 csapatos tornákon szövetségeknek adott helyeket 2017. május 9-én fogadta el a FIFA.
| Tagszövetség | Hely a tagországok számára |
| ------------ | --- |
| UEFA         | 16 hely |
| CAF          | 9 vagy 10 hely |
| CONMEBOL     | 6 vagy 7 hely |
| AFC          | 8 vagy 9 hely |
| CONCACAF     | 3, 4 vagy 5 (az Egyesült Államok, Kanada és Mexikó a rendező jogán automatikus résztvevői a világbajnokságnak, így összesen 6, 7 vagy 8 hely) |
| OFC          | 1 vagy 2 hely |

## A világbajnokságra kijutott csapatok

A következő csapatok vesznek részt a 2026-os labdarúgó-világbajnokságon:
A kvalifikáció megszerzésének sorrendjében. A "Világbajnoki részvétel" oszlop már tartalmazza a 2026-os labdarúgó-világbajnokságot is.
| Csapat           | Kvalifikáció módja                         | Kvalifikáció időpontja | Világbajnoki részvétel | Utolsó részvétel | Legjobb eredmény                                |
| ---------------- | ------------------------------------------ | ---------------------- | ---------------------- | ---------------- | ----------------------------------------------- |
| Egyesült Államok | Rendező                                    | 2023. február 14.      | 12                     | 2022             | Bronzérmes (1930)                               |
| Kanada           | Rendező                                    | 2023. február 14.      | 3                      | 2022             | Csoportkör (1986, 2022)                         |
| Mexikó           | Rendező                                    | 2023. február 14.      | 18                     | 2022             | Negyeddöntő (1970, 1986)                        |
| Japán            | AFC, 3. forduló, C csoport, győztese       | 2025. március 20.      | 8                      | 2022             | Nyolcaddöntő (2002, 2010, 2018, 2022)           |
| Új-Zéland        | OFC, harmadik forduló győztese             | 2025. március 24.      | 3                      | 2010             | Csoportkör (1982, 2010)                         |
| Irán             | AFC, 3. forduló, A csoport, győztese       | 2025. március 25.      | 7                      | 2022             | Csoportkör (1978, 1998, 2006, 2014, 2018, 2022) |
| Argentína        | CONMEBOL, 1. helyezett                     | 2025. március 25.      | 19                     | 2022             | Világbajnok (1978, 1986, 2022)                  |
| Üzbegisztán      | AFC, 3. forduló, A csoport, 2. helyezettje | 2025. június 5.        | 1                      | –                | Első szereplés                                  |
| Dél-Korea        | AFC, 3. forduló, B csoport, győztese       | 2025. június 5.        | 12                     | 2022             | 4. hely (2002)                                  |
| Jordánia         | AFC, 3. forduló, B csoport, 2. helyezettje | 2025. június 5.        | 1                      | –                | Első szereplés                                  |
| Ausztrália       | AFC, 3. forduló, C csoport, 2. helyezettje | 2025. június 10.       | 7                      | 2022             | Nyolcaddöntő (2006, 2022)                       |
| Brazília         | CONMEBOL, 2–6. helyezett                   | 2025. június 10.       | 23                     | 2022             | Világbajnok (1958, 1962, 1970, 1994, 2002)      |
| Ecuador          | CONMEBOL, 2–6. helyezett                   | 2025. június 10.       | 5                      | 2022             | Nyolcaddöntő (2006)                             |

Jegyzetek
1. 1 2 3  Ugyan a rendezés jogát 2018. június 13-án kapta meg a pályázat, a FIFA elnöke, Gianni Infantino 2023. február 14-ig nem tette hivatalossá, hogy a házigazdák automatikusan kijutnak a tornára.[2]

## Selejtezők

### AFC (Ázsia)
(8 vagy 9 hely)
2022. augusztus 1-én az Ázsiai Labdarúgó-szövetség jóváhagyta a selejtezők formátumát a 2026-os labdarúgó-világbajnokságra és egyben a 2027-es Ázsia-kupára. A 48 csapatra bővített tornán legalább 8 ázsiai csapat játszani fog, de ez akár kilenc is lehet az interkontinentális pótselejtezőkön keresztül.
- Első forduló: 22 csapat (26–47. között a ranglistán) oda-visszavágós selejtezőt játszik egymás ellen. A tizenegy győztes továbbjut a második fordulóba.
- Második forduló: 36 csapatot (1–25. között a ranglistán és az első forduló 11 győztese) kilenc négycsapatos csoportra osztanak, ahol oda-visszavágós formátumban játszanak a résztvevők. A tizennyolc csoportgyőztes és csoportmásodik jut tovább.
- Harmadik forduló: A továbbjutott 18 csapatot három hatcsapatos csoportra osztják, ahol oda-visszavágós formátumban játszanak a résztvevők. Minden csoport első két helyezettje kvalifikál a világbajnokságra. A harmadik és negyedik helyezettek a negyedik fordulóba kerülnek.
- Negyedik forduló: A hat harmadik és negyedik helyezett csapatokat két háromcsapatos csoportra osztják, ahol minden csapat egyszer játszik egymással. A győztesek kijutnak a világbajnokságra.
- Ötödik forduló: A csoportmásodik csapatok az előző fordulóban részt vesznek egy rájátszásban, ami eldönti, hogy melyik csapat fog játszani az interkontinentális pótselejtezőn.

A harmadik forduló aktuális állása
A csoport
| Hely. | Csapat                  | M | Gy | D | V | G+ | G– | Gk | P | Továbbjutás                                |          | Irán     | Katar     | Üzbegisztán | Egyesült Arab Emírségek | Kirgizisztán | Észak-Korea |
| ----- | ----------------------- | - | -- | - | - | -- | -- | -- | - | ------------------------------------------ | -------- | -------- | --------- | ----------- | ----------------------- | ------------ | ----------- |
| 1.    | Irán                    | 0 | 0  | 0 | 0 | 0  | 0  | 0  | 0 | Kijut a 2026-os labdarúgó-világbajnokságra |          | —        | 4–1       | márc. 25.   | márc. 20.               | 1–0          | jún. 10.    |
| 2.    | Katar                   | 0 | 0  | 0 | 0 | 0  | 0  | 0  | 0 | Kijut a 2026-os labdarúgó-világbajnokságra |          | jún. 5.  | —         | nov. 14.    | 1–3                     | 3–1          | márc. 20.   |
| 3.    | Üzbegisztán             | 0 | 0  | 0 | 0 | 0  | 0  | 0  | 0 | Továbbjut a 4. fordulóba                   |          | 0–0      | jún. 10.  | —           | 1–0                     | márc. 20.    | 1–0         |
| 4.    | Egyesült Arab Emírségek | 0 | 0  | 0 | 0 | 0  | 0  | 0  | 0 | Továbbjut a 4. fordulóba                   |          | 0–1      | nov. 19.  | jún. 5.     | —                       | nov. 14.     | 1–1         |
| 5.    | Kirgizisztán            | 0 | 0  | 0 | 0 | 0  | 0  | 0  | 0 |                                            |          | nov. 19. | márc. 25. | 2–3         | jún. 10.                | —            | 1–0         |
| 6.    | Észak-Korea             | 0 | 0  | 0 | 0 | 0  | 0  | 0  | 0 |                                            | nov. 14. | 2–2      | nov. 19.  | márc. 25.   | jún. 5.                 | —            |             |

B csoport
| Hely. | Csapat     | M | Gy | D | V | G+ | G– | Gk | P  | Továbbjutás                                |     | Dél-Korea | Irak     | Jordánia  | Omán      | Kuvait    | Palesztina |
| ----- | ---------- | - | -- | - | - | -- | -- | -- | -- | ------------------------------------------ | --- | --------- | -------- | --------- | --------- | --------- | ---------- |
| 1.    | Dél-Korea  | 6 | 4  | 2 | 0 | 12 | 5  | +7 | 14 | Kijut a 2026-os labdarúgó-világbajnokságra |     | —         | 3–2      | márc. 25. | márc. 20. | jún. 10.  | 0–0        |
| 2.    | Irak       | 6 | 3  | 2 | 1 | 5  | 3  | +2 | 11 | Kijut a 2026-os labdarúgó-világbajnokságra |     | jún. 5.   | —        | 0–0       | 1–0       | márc. 20. | 1–0        |
| 3.    | Jordánia   | 6 | 2  | 3 | 1 | 9  | 5  | +4 | 9  | Továbbjut a 4. fordulóba                   |     | 0–2       | jún. 10. | —         | 4–0       | 1–1       | márc. 20.  |
| 4.    | Omán       | 6 | 2  | 0 | 4 | 6  | 9  | −3 | 6  | Továbbjut a 4. fordulóba                   |     | 1–3       | 0–1      | jún. 5.   | —         | 4–0       | 1–0        |
| 5.    | Kuvait     | 6 | 0  | 4 | 2 | 5  | 11 | −6 | 4  |                                            |     | 1–3       | 0–0      | 1–1       | márc. 25. | —         | jún. 5.    |
| 6.    | Palesztina | 6 | 0  | 3 | 3 | 4  | 8  | −4 | 3  |                                            | 1–1 | márc. 25. | 1–3      | jún. 10.  | 2–2       | —         |            |

C csoport
| Hely. | Csapat       | M | Gy | D | V | G+ | G– | Gk  | P  | Továbbjutás                                |     | Japán     | Ausztrália (ország) | Indonézia | Szaúd-Arábia | Bahrein   | Kína      |
| ----- | ------------ | - | -- | - | - | -- | -- | --- | -- | ------------------------------------------ | --- | --------- | ------------------- | --------- | ------------ | --------- | --------- |
| 1.    | Japán        | 6 | 5  | 1 | 0 | 22 | 2  | +20 | 16 | Kijut a 2026-os labdarúgó-világbajnokságra |     | —         | 1–1                 | jún. 10.  | márc. 25.    | márc. 20. | 7–0       |
| 2.    | Ausztrália   | 6 | 1  | 4 | 1 | 6  | 5  | +1  | 7  | Kijut a 2026-os labdarúgó-világbajnokságra |     | jún. 5.   | —                   | márc. 20. | 0–0          | 0–1       | 3–1       |
| 3.    | Indonézia    | 6 | 1  | 3 | 2 | 6  | 9  | −3  | 6  | Továbbjut a 4. fordulóba                   |     | 0–4       | 0–0                 | —         | 2–0          | márc. 25. | jún. 5.   |
| 4.    | Szaúd-Arábia | 6 | 1  | 3 | 2 | 3  | 6  | −3  | 6  | Továbbjut a 4. fordulóba                   |     | 0–2       | jún. 10.            | 1–1       | —            | 0–0       | márc. 20. |
| 5.    | Bahrein      | 6 | 1  | 3 | 2 | 5  | 10 | −5  | 6  |                                            |     | 0–5       | 2–2                 | 2–2       | jún. 5.      | —         | 0–1       |
| 6.    | Kína         | 6 | 2  | 0 | 4 | 6  | 16 | −10 | 6  |                                            | 1–3 | márc. 25. | 2–1                 | 1–2       | jún. 10.     | —         |           |

### CAF (Afrika)
(9 vagy 10 hely)
Az afrikai selejtezőket és annak új formátumát 2023. május 19-én jelentette be a szövetség.
- Csoportkör: 9 darab hatcsapatos csoport, a csoportgyőztesek kijutnak a világbajnokságra.
- Rájátszás: a négy legjobb második helyezett az interkontinentális pótselejtezőbe kerül.

A csoportkör állása
A csoport
| Hely. | Csapat        | M | Gy | D | V | G+ | G– | Gk | P  | Továbbjutás                                |     | Egyiptom | Bissau-Guinea | Burkina Faso | Sierra Leone | Etiópia | Dzsibuti |
| ----- | ------------- | - | -- | - | - | -- | -- | -- | -- | ------------------------------------------ | --- | -------- | ------------- | ------------ | ------------ | ------- | -------- |
| 1.    | Egyiptom      | 4 | 3  | 1 | 0 | 11 | 2  | +9 | 10 | Kijut a 2026-os labdarúgó-világbajnokságra |     | —        | –             | 2–1          | –            | –       | 6–0      |
| 2.    | Bissau-Guinea | 4 | 1  | 3 | 0 | 3  | 2  | +1 | 6  | A rájátszás lehetséges résztvevője         |     | 1–1      | —             | –            | –            | 0–0     | –        |
| 3.    | Burkina Faso  | 4 | 1  | 2 | 1 | 7  | 5  | +2 | 5  |                                            |     | –        | 1–1           | —            | 2–2          | –       | –        |
| 4.    | Sierra Leone  | 4 | 1  | 2 | 1 | 4  | 5  | −1 | 5  |                                            | 0–2 | –        | –             | —            | –            | 2–1     |          |
| 5.    | Etiópia       | 4 | 0  | 3 | 1 | 1  | 4  | −3 | 3  |                                            | –   | –        | 0–3           | 0–0          | —            | –       |          |
| 6.    | Dzsibuti      | 4 | 0  | 1 | 3 | 2  | 10 | −8 | 1  |                                            | –   | 0–1      | –             | –            | 1–1          | —       |          |

B csoport
| Hely. | Csapat     | M | Gy | D | V | G+ | G– | Gk | P  | Továbbjutás                                |     | Szudán | Szenegál | Kongói Demokratikus Köztársaság | Togo | Dél-Szudán | Mauritánia |
| ----- | ---------- | - | -- | - | - | -- | -- | -- | -- | ------------------------------------------ | --- | ------ | -------- | ------------------------------- | ---- | ---------- | ---------- |
| 1.    | Szudán     | 4 | 3  | 1 | 0 | 7  | 1  | +6 | 10 | Kijut a 2026-os labdarúgó-világbajnokságra |     | —      | –        | 1–0                             | 1–1  | –          | –          |
| 2.    | Szenegál   | 4 | 2  | 2 | 0 | 6  | 1  | +5 | 8  | A rájátszás lehetséges résztvevője         |     | –      | —        | 1–1                             | –    | 4–0        | –          |
| 3.    | Kongói DK  | 4 | 2  | 1 | 1 | 4  | 2  | +2 | 7  |                                            |     | –      | –        | —                               | 1–0  | –          | 2–0        |
| 4.    | Togo       | 4 | 0  | 3 | 1 | 2  | 3  | −1 | 3  |                                            | –   | 0–0    | –        | —                               | 1–1  | –          |            |
| 5.    | Dél-Szudán | 4 | 0  | 2 | 2 | 1  | 8  | −7 | 2  |                                            | 0–3 | –      | –        | –                               | —    | 0–0        |            |
| 6.    | Mauritánia | 4 | 0  | 1 | 3 | 0  | 5  | −5 | 1  |                                            | 0–2 | 0–1    | –        | –                               | –    | —          |            |

C csoport
| Hely. | Csapat                  | M | Gy | D | V | G+ | G– | Gk | P | Továbbjutás                                |     | Ruanda | Dél-afrikai Köztársaság | Benin | Lesotho | Nigéria | Zimbabwe |
| ----- | ----------------------- | - | -- | - | - | -- | -- | -- | - | ------------------------------------------ | --- | ------ | ----------------------- | ----- | ------- | ------- | -------- |
| 1.    | Ruanda                  | 4 | 2  | 1 | 1 | 3  | 1  | +2 | 7 | Kijut a 2026-os labdarúgó-világbajnokságra |     | —      | 2–0                     | –     | –       | –       | 0–0      |
| 2.    | Dél-afrikai Köztársaság | 4 | 2  | 1 | 1 | 6  | 5  | +1 | 7 | A rájátszás lehetséges résztvevője         |     | –      | —                       | 2–1   | –       | –       | 3–1      |
| 3.    | Benin                   | 4 | 2  | 1 | 1 | 4  | 3  | +1 | 7 |                                            |     | 1–0    | –                       | —     | –       | 2–1     | –        |
| 4.    | Lesotho                 | 4 | 1  | 2 | 1 | 3  | 2  | +1 | 5 |                                            | 0–1 | –      | 0–0                     | —     | –       | –       |          |
| 5.    | Nigéria                 | 4 | 0  | 3 | 1 | 4  | 5  | −1 | 3 |                                            | –   | 1–1    | –                       | 1–1   | —       | –       |          |
| 6.    | Zimbabwe                | 4 | 0  | 2 | 2 | 2  | 6  | −4 | 2 |                                            | –   | –      | –                       | 0–2   | 1–1     | —       |          |

D csoport
| Hely. | Csapat                | M | Gy | D | V | G+ | G– | Gk | P | Továbbjutás                                |     | Kamerun | Líbia | Zöld-foki Köztársaság | Angola | Mauritius | Szváziföld |
| ----- | --------------------- | - | -- | - | - | -- | -- | -- | - | ------------------------------------------ | --- | ------- | ----- | --------------------- | ------ | --------- | ---------- |
| 1.    | Kamerun               | 4 | 2  | 2 | 0 | 9  | 3  | +6 | 8 | Kijut a 2026-os labdarúgó-világbajnokságra |     | —       | –     | 4–1                   | –      | 3–0       | –          |
| 2.    | Líbia                 | 4 | 2  | 1 | 1 | 4  | 3  | +1 | 7 | A rájátszás lehetséges résztvevője         |     | 1–1     | —     | –                     | –      | 2–1       | –          |
| 3.    | Zöld-foki Köztársaság | 4 | 2  | 1 | 1 | 4  | 4  | 0  | 7 |                                            |     | –       | 1–0   | —                     | 0–0    | –         | –          |
| 4.    | Angola                | 4 | 1  | 3 | 0 | 2  | 1  | +1 | 6 |                                            | 1–1 | –       | –     | —                     | –      | 1–0       |            |
| 5.    | Mauritius             | 4 | 1  | 1 | 2 | 3  | 6  | −3 | 4 |                                            | –   | –       | –     | 0–0                   | —      | 2–1       |            |
| 6.    | Szváziföld            | 4 | 0  | 0 | 4 | 1  | 6  | −5 | 0 |                                            | –   | 0–1     | 0–2   | –                     | –      | —         |            |

E csoport
| Hely. | Csapat   | M | Gy | D | V | G+ | G– | Gk | P | Továbbjutás                                |   | Marokkó | Tanzánia | Niger (ország) | Zambia | Kongói Köztársaság | Eritrea |
| ----- | -------- | - | -- | - | - | -- | -- | -- | - | ------------------------------------------ | - | ------- | -------- | -------------- | ------ | ------------------ | ------- |
| 1.    | Marokkó  | 3 | 3  | 0 | 0 | 10 | 1  | +9 | 9 | Kijut a 2026-os labdarúgó-világbajnokságra |   | —       | –        | –              | 2–1    | –                  | tör.    |
| 2.    | Tanzánia | 3 | 2  | 0 | 1 | 2  | 2  | 0  | 6 | A rájátszás lehetséges résztvevője         |   | 0–2     | —        | –              | –      | –                  | tör.    |
| 3.    | Niger    | 2 | 1  | 0 | 1 | 2  | 2  | 0  | 3 |                                            |   | –       | 0–1      | —              | 2–1    | –                  | tör.    |
| 4.    | Zambia   | 4 | 1  | 0 | 3 | 6  | 7  | −1 | 3 |                                            | – | 0–1     | –        | —              | 4–2    | tör.               |         |
| 5.    | Kongó    | 2 | 0  | 0 | 2 | 2  | 10 | −8 | 0 | Visszalépett                               |   | 0–6     | –        | tör.           | –      | —                  | tör.    |
| 6.    | Eritrea  | 0 | 0  | 0 | 0 | 0  | 0  | 0  | 0 | Visszalépett                               |   | tör.    | tör.     | tör.           | tör.   | tör.               | —       |

F csoport
| Hely. | Csapat             | M | Gy | D | V | G+ | G– | Gk  | P  | Továbbjutás                                |     | Elefántcsontpart | Gabon | Burundi | Kenya | Gambia | Seychelle-szigetek |
| ----- | ------------------ | - | -- | - | - | -- | -- | --- | -- | ------------------------------------------ | --- | ---------------- | ----- | ------- | ----- | ------ | ------------------ |
| 1.    | Elefántcsontpart   | 4 | 3  | 1 | 0 | 12 | 0  | +12 | 10 | Kijut a 2026-os labdarúgó-világbajnokságra |     | —                | 1–0   | –       | –     | –      | 9–0                |
| 2.    | Gabon              | 4 | 3  | 0 | 1 | 7  | 5  | +2  | 9  | A rájátszás lehetséges résztvevője         |     | –                | —     | –       | 2–1   | 3–2    | –                  |
| 3.    | Burundi            | 4 | 2  | 1 | 1 | 8  | 6  | +2  | 7  |                                            |     | –                | 1–2   | —       | –     | 3–2    | –                  |
| 4.    | Kenya              | 4 | 1  | 2 | 1 | 7  | 3  | +4  | 5  |                                            | 0–0 | –                | 1–1   | —       | –     | –      |                    |
| 5.    | Gambia             | 4 | 1  | 0 | 3 | 9  | 9  | 0   | 3  |                                            | 0–2 | –                | –     | –       | —     | 5–1    |                    |
| 6.    | Seychelle-szigetek | 4 | 0  | 0 | 4 | 2  | 22 | −20 | 0  |                                            | –   | –                | 1–3   | 0–5     | –     | —      |                    |

G csoport
| Hely. | Csapat   | M | Gy | D | V | G+ | G– | Gk | P | Továbbjutás                                |     | Algéria | Mozambik | Botswana | Guinea | Uganda | Szomália |
| ----- | -------- | - | -- | - | - | -- | -- | -- | - | ------------------------------------------ | --- | ------- | -------- | -------- | ------ | ------ | -------- |
| 1.    | Algéria  | 4 | 3  | 0 | 1 | 8  | 4  | +4 | 9 | Kijut a 2026-os labdarúgó-világbajnokságra |     | —       | –        | –        | 1–2    | –      | 3–1      |
| 2.    | Mozambik | 4 | 3  | 0 | 1 | 6  | 5  | +1 | 9 | A rájátszás lehetséges résztvevője         |     | 0–2     | —        | –        | –      | –      | 2–1      |
| 3.    | Botswana | 4 | 2  | 0 | 2 | 6  | 5  | +1 | 6 |                                            |     | –       | 2–3      | —        | 1–0    | –      | –        |
| 4.    | Guinea   | 4 | 2  | 0 | 2 | 4  | 4  | 0  | 6 |                                            | –   | 0–1     | –        | —        | 2–1    | –      |          |
| 5.    | Uganda   | 4 | 2  | 0 | 2 | 4  | 4  | 0  | 6 |                                            | 1–2 | –       | 1–0      | –        | —      | –      |          |
| 6.    | Szomália | 4 | 0  | 0 | 4 | 3  | 9  | −6 | 0 |                                            | –   | –       | 1–3      | –        | 0–1    | —      |          |

H csoport
| Hely. | Csapat               | M | Gy | D | V | G+ | G– | Gk | P  | Továbbjutás                                |     | Tunézia | Namíbia | Libéria | Malawi | Egyenlítői-Guinea | São Tomé és Príncipe |
| ----- | -------------------- | - | -- | - | - | -- | -- | -- | -- | ------------------------------------------ | --- | ------- | ------- | ------- | ------ | ----------------- | -------------------- |
| 1.    | Tunézia              | 4 | 3  | 1 | 0 | 6  | 0  | +6 | 10 | Kijut a 2026-os labdarúgó-világbajnokságra |     | —       | –       | –       | –      | 1–0               | 4–0                  |
| 2.    | Namíbia              | 4 | 2  | 2 | 0 | 6  | 1  | +5 | 8  | A rájátszás lehetséges résztvevője         |     | 0–0     | —       | 1–1     | –      | –                 | –                    |
| 3.    | Libéria              | 4 | 2  | 1 | 1 | 5  | 2  | +3 | 7  |                                            |     | –       | –       | —       | 0–1    | 3–0               | –                    |
| 4.    | Malawi               | 4 | 2  | 0 | 2 | 4  | 3  | +1 | 6  |                                            | 0–1 | –       | –       | —       | –      | 3–1               |                      |
| 5.    | Egyenlítői-Guinea    | 4 | 1  | 0 | 3 | 1  | 7  | −6 | 3  |                                            | –   | 0–3     | –       | 1–0     | —      | –                 |                      |
| 6.    | São Tomé és Príncipe | 4 | 0  | 0 | 4 | 1  | 10 | −9 | 0  |                                            | –   | 0–2     | 0–1     | –       | –      | —                 |                      |

1. ↑  Emilio Nsue eltiltása ellenére szerepelt a válogatott első két mérkőzésén, így győzelmeiket megvonta a FIFA.[6]

I csoport
| Hely. | Csapat                    | M | Gy | D | V | G+ | G– | Gk | P | Továbbjutás                                |     | Comore-szigetek | Ghána | Madagaszkár | Mali | Közép-afrikai Köztársaság | Csád |
| ----- | ------------------------- | - | -- | - | - | -- | -- | -- | - | ------------------------------------------ | --- | --------------- | ----- | ----------- | ---- | ------------------------- | ---- |
| 1.    | Comore-szigetek           | 4 | 3  | 0 | 1 | 8  | 4  | +4 | 9 | Kijut a 2026-os labdarúgó-világbajnokságra |     | —               | 1–0   | –           | –    | 4–2                       | –    |
| 2.    | Ghána                     | 4 | 3  | 0 | 1 | 7  | 5  | +2 | 9 | A rájátszás lehetséges résztvevője         |     | –               | —     | 1–0         | –    | 4–3                       | –    |
| 3.    | Madagaszkár               | 4 | 2  | 1 | 1 | 5  | 2  | +3 | 7 |                                            |     | 2–1             | –     | —           | 0–0  | –                         | –    |
| 4.    | Mali                      | 4 | 1  | 2 | 1 | 5  | 4  | +1 | 5 |                                            | –   | 1–2             | –     | —           | 1–1  | 3–1                       |      |
| 5.    | Közép-afrikai Köztársaság | 4 | 1  | 1 | 2 | 7  | 9  | −2 | 4 |                                            | –   | –               | –     | –           | —    | 1–0                       |      |
| 6.    | Csád                      | 4 | 0  | 0 | 4 | 1  | 9  | −8 | 0 |                                            | 0–2 | –               | 0–3   | –           | –    | —                         |      |

A második helyezettek sorrendje
| Hely. | Cs | Csapat                  | M | Gy | D | V | G+ | G– | Gk | P | Továbbjutás         |
| ----- | -- | ----------------------- | - | -- | - | - | -- | -- | -- | - | ------------------- |
| 1.    | F  | Gabon                   | 2 | 2  | 0 | 0 | 4  | 2  | +2 | 6 | Bejut a rájátszásba |
| 2.    | H  | Egyenlítői-Guinea       | 2 | 2  | 0 | 0 | 2  | 0  | +2 | 6 | Bejut a rájátszásba |
| 3.    | A  | Burkina Faso            | 2 | 1  | 1 | 0 | 4  | 1  | +3 | 4 | Bejut a rájátszásba |
| 4.    | I  | Mali                    | 2 | 1  | 1 | 0 | 4  | 2  | +2 | 4 | Bejut a rájátszásba |
| 5.    | D  | Zöld-foki Köztársaság   | 2 | 1  | 1 | 0 | 2  | 0  | +2 | 4 |                     |
| 6.    | B  | Szudán                  | 2 | 1  | 1 | 0 | 2  | 1  | +1 | 4 |                     |
| 7.    | E  | Zambia                  | 2 | 1  | 0 | 1 | 5  | 4  | +1 | 3 |                     |
| 8.    | G  | Botswana                | 2 | 1  | 0 | 1 | 3  | 3  | 0  | 3 |                     |
| 9.    | C  | Dél-afrikai Köztársaság | 2 | 1  | 0 | 1 | 2  | 3  | −1 | 3 |                     |

### CONCACAF (Észak- és Közép-Amerika, Karib-térség)
(6 vagy 7 hely)
2022. augusztus 31-én Gianni Infantino megerősítette, hogy 6 csapat fog kijutni a világbajnokságra a szövetség csapatai közül, beleértve a három rendezőt. Két csapat fog interkontinentális pótselejtezőkben helyet kapni. A CONCACAF 2023. február 28-án jelentette be az új formátumot:
- Első forduló: 4 csapat vett részt. A 2023 decemberi FIFA-világranglista alapján a 29–32. helyen rangsorolt csapatokat két párba osztották. A csapatok oda-visszavágós mérkőzéseket játszottak. A két győztes a második fordulóba jutott.
- Második forduló: 30 csapat vesz részt, a 2023 decemberi FIFA-világranglista alapján az 1–28. helyen rangsorolt csapatok és az első forduló két győztese. A csapatokat 6 darab ötcsapatos csoportba osztják, ahol egyszeri körmérkőzéseket játszanak (kettőt pályaválasztóként, kettőt idegenben). A csoport első két helyezettje továbbjut a harmadik fordulóba.
- Harmadik forduló: A második forduló 12 továbbjutója vesz részt. A csapatokat 3 darab négycsapatos csoportba sorsolják. A csapatok oda-visszavágós körmérkőzéseket játszanak egymással. A három csoport győztese kijut a világbajnokságra. A két legjobb második helyezett az interkontinentális pótselejtezőbe kerül.

A második forduló állása:
A csoport
| Hely. | Csapat             | M | Gy | D | V | G+ | G– | Gk | P | Továbbjutás              |     | Honduras | Kuba    | Kajmán-szigetek | Antigua és Barbuda | Bermuda  |
| ----- | ------------------ | - | -- | - | - | -- | -- | -- | - | ------------------------ | --- | -------- | ------- | --------------- | ------------------ | -------- |
| 1.    | Honduras           | 2 | 2  | 0 | 0 | 9  | 2  | +7 | 6 | Továbbjut a 3. fordulóba |     | —        | 3–1     | —               | jún. 10.           | —        |
| 2.    | Kuba               | 2 | 1  | 0 | 1 | 4  | 3  | +1 | 3 | Továbbjut a 3. fordulóba |     | —        | —       | 3–0             | —                  | jún. 10. |
| 3.    | Kajmán-szigetek    | 2 | 1  | 0 | 1 | 1  | 3  | −2 | 3 |                          |     | jún. 7.  | —       | —               | 1–0                | —        |
| 4.    | Antigua és Barbuda | 2 | 0  | 1 | 1 | 1  | 2  | −1 | 1 |                          | —   | jún. 6.  | —       | —               | 1–1                |          |
| 5.    | Bermuda            | 2 | 0  | 1 | 1 | 2  | 7  | −5 | 1 |                          | 1–6 | —        | jún. 4. | —               | —                  |          |

1. ↑  A Kuba–Kajmán-szigetek mérkőzést a FIFA 3-0-s eredménnyel Kuba javára írta a kajmán-szigeteki csapat vízumproblémái miatt.[10]

B csoport
| Hely. | Csapat               | M | Gy | D | V | G+ | G– | Gk | P | Továbbjutás              |         | Costa Rica | Trinidad és Tobago | Saint Kitts és Nevis | Grenada  | Bahama-szigetek |
| ----- | -------------------- | - | -- | - | - | -- | -- | -- | - | ------------------------ | ------- | ---------- | ------------------ | -------------------- | -------- | --------------- |
| 1.    | Costa Rica           | 2 | 2  | 0 | 0 | 7  | 0  | +7 | 6 | Továbbjut a 3. fordulóba |         | —          | jún. 10.           | 4–0                  | —        | —               |
| 2.    | Trinidad és Tobago   | 2 | 1  | 1 | 0 | 9  | 3  | +6 | 4 | Továbbjut a 3. fordulóba |         | —          | —                  | jún. 6.              | 2–2      | —               |
| 3.    | Saint Kitts és Nevis | 2 | 1  | 0 | 1 | 1  | 4  | −3 | 3 |                          |         | —          | —                  | —                    | jún. 10. | 1–0             |
| 4.    | Grenada              | 2 | 0  | 1 | 1 | 2  | 5  | −3 | 1 |                          | 0–3     | —          | —                  | —                    | jún. 4.  |                 |
| 5.    | Bahama-szigetek      | 2 | 0  | 0 | 2 | 1  | 8  | −7 | 0 |                          | jún. 7. | 1–7        | —                  | —                    | —        |                 |

C csoport
| Hely. | Csapat      | M | Gy | D | V | G+ | G– | Gk | P | Továbbjutás              |     | Curaçao  | Haiti | Saint Lucia | Aruba | Barbados |
| ----- | ----------- | - | -- | - | - | -- | -- | -- | - | ------------------------ | --- | -------- | ----- | ----------- | ----- | -------- |
| 1.    | Curaçao     | 2 | 2  | 0 | 0 | 6  | 1  | +5 | 6 | Továbbjut a 3. fordulóba |     | —        | —     | jún. 6.     | —     | 4–1      |
| 2.    | Haiti       | 2 | 2  | 0 | 0 | 5  | 2  | +3 | 6 | Továbbjut a 3. fordulóba |     | jún. 10. | —     | 2–1         | —     | —        |
| 3.    | Saint Lucia | 2 | 0  | 1 | 1 | 3  | 4  | −1 | 1 |                          |     | —        | —     | —           | 2–2   | jún. 10. |
| 4.    | Aruba       | 2 | 0  | 1 | 1 | 2  | 4  | −2 | 1 |                          | 0–2 | jún. 7.  | —     | —           | —     |          |
| 5.    | Barbados    | 2 | 0  | 0 | 2 | 2  | 7  | −5 | 0 |                          | —   | 1–3      | —     | jún. 4.     | —     |          |

D csoport
| Hely. | Csapat     | M | Gy | D | V | G+ | G– | Gk | P | Továbbjutás              |     | Nicaragua | Panama | Guyana  | Montserrat (sziget) | Belize |
| ----- | ---------- | - | -- | - | - | -- | -- | -- | - | ------------------------ | --- | --------- | ------ | ------- | ------------------- | ------ |
| 1.    | Nicaragua  | 2 | 2  | 0 | 0 | 8  | 1  | +7 | 6 | Továbbjut a 3. fordulóba |     | —         | —      | jún. 6. | 4–1                 | —      |
| 2.    | Panama     | 2 | 2  | 0 | 0 | 5  | 1  | +4 | 6 | Továbbjut a 3. fordulóba |     | jún. 10.  | —      | 2–0     | —                   | —      |
| 3.    | Guyana     | 2 | 1  | 0 | 1 | 3  | 3  | 0  | 3 |                          |     | —         | —      | —       | jún. 10.            | 3–1    |
| 4.    | Montserrat | 2 | 0  | 0 | 2 | 2  | 7  | −5 | 0 |                          | —   | 1–3       | —      | —       | jún. 4.             |        |
| 5.    | Belize     | 2 | 0  | 0 | 2 | 1  | 7  | −6 | 0 |                          | 0–4 | jún. 7.   | —      | —       | —                   |        |

E csoport
| Hely. | Csapat                | M | Gy | D | V | G+ | G– | Gk | P | Továbbjutás              |     | Guatemala | Jamaica | Dominikai Köztársaság | Dominikai Közösség | Brit Virgin-szigetek |
| ----- | --------------------- | - | -- | - | - | -- | -- | -- | - | ------------------------ | --- | --------- | ------- | --------------------- | ------------------ | -------------------- |
| 1.    | Guatemala             | 2 | 2  | 0 | 0 | 9  | 0  | +9 | 6 | Továbbjut a 3. fordulóba |     | —         | —       | jún. 6.               | 6–0                | —                    |
| 2.    | Jamaica               | 2 | 2  | 0 | 0 | 4  | 2  | +2 | 6 | Továbbjut a 3. fordulóba |     | jún. 10.  | —       | 1–0                   | —                  | —                    |
| 3.    | Dominikai Köztársaság | 2 | 1  | 0 | 1 | 4  | 1  | +3 | 3 |                          |     | —         | —       | —                     | jún. 10.           | 4–0                  |
| 4.    | Dominikai Közösség    | 2 | 0  | 0 | 2 | 2  | 9  | −7 | 0 |                          | —   | 2–3       | —       | —                     | jún. 4.            |                      |
| 5.    | Brit Virgin-szigetek  | 2 | 0  | 0 | 2 | 0  | 7  | −7 | 0 |                          | 0–3 | jún. 7.   | —       | —                     | —                  |                      |

F csoport
| Hely. | Csapat                                | M | Gy | D | V | G+ | G– | Gk  | P | Továbbjutás              |     | Suriname | Salvador | Puerto Rico | Saint Vincent és a Grenadine-szigetek | Anguilla |
| ----- | ------------------------------------- | - | -- | - | - | -- | -- | --- | - | ------------------------ | --- | -------- | -------- | ----------- | ------------------------------------- | -------- |
| 1.    | Suriname                              | 2 | 2  | 0 | 0 | 8  | 1  | +7  | 6 | Továbbjut a 3. fordulóba |     | —        | —        | jún. 6.     | 4–1                                   | —        |
| 2.    | Salvador                              | 2 | 1  | 1 | 0 | 3  | 1  | +2  | 4 | Továbbjut a 3. fordulóba |     | jún. 10. | —        | 0–0         | —                                     | —        |
| 3.    | Puerto Rico                           | 2 | 1  | 1 | 0 | 8  | 0  | +8  | 4 |                          |     | —        | —        | —           | jún. 10.                              | 8–0      |
| 4.    | Saint Vincent és a Grenadine-szigetek | 2 | 0  | 0 | 2 | 2  | 7  | −5  | 0 |                          | —   | 1–3      | —        | —           | jún. 4.                               |          |
| 5.    | Anguilla                              | 2 | 0  | 0 | 2 | 0  | 12 | −12 | 0 |                          | 0–4 | jún. 7.  | —        | —           | —                                     |          |

### CONMEBOL (Dél-Amerika)
(6, 7 vagy 8 hely, beleértve a három rendezőt)
2022. augusztus 22-én a CONMEBOL kérvényezte a FIFA-tól, hogy megtarthassák az 1998 óta használt selejtezői formátumot. Október 3-án hivatalosan is bejelentették, hogy a FIFA elfogadta a kérésüket.
A dél-amerikai selejtezőben 10 válogatott vesz részt, amely egyetlen csoportot alkot. A csoportban a csapatok körmérkőzéses, oda-visszavágós rendszerben mérkőznek meg egymással. Az első hat csapat kijut a világbajnokságra, a hetedik helyezett dél-amerikai ország interkontinentális pótselejtezőn vesz részt.
Állás
| Hely. | Csapat    | M  | Gy | D | V | G+ | G– | Gk  | P  | Továbbjutás                     |      | Argentína | Uruguay | Ecuador | Kolumbia | Brazília | Paraguay | Bolívia | Venezuela | Chile  | Peru   |
| ----- | --------- | -- | -- | - | - | -- | -- | --- | -- | ------------------------------- | ---- | --------- | ------- | ------- | -------- | -------- | -------- | ------- | --------- | ------ | ------ |
| 1.    | Argentína | 12 | 8  | 1 | 3 | 21 | 7  | +14 | 25 | Kijut a világbajnokságra        |      | —         | 0–2     | 1–0     | jún.     | márc.    | 1–0      | 6–0     | szept.    | 3–0    | 1–0    |
| 2.    | Uruguay   | 12 | 5  | 5 | 2 | 17 | 9  | +8  | 20 | Kijut a világbajnokságra        |      | márc.     | —       | 0–0     | 3–2      | 2–0      | 0–0      | 3–0     | jún.      | 3–1    | szept. |
| 3.    | Ecuador   | 12 | 6  | 4 | 2 | 11 | 4  | +7  | 19 | Kijut a világbajnokságra        |      | szept.    | 2–1     | —       | 0–0      | jún.     | 0–0      | 4–0     | márc.     | 1–0    | 1–0    |
| 4.    | Kolumbia  | 12 | 5  | 4 | 3 | 15 | 10 | +5  | 19 | Kijut a világbajnokságra        |      | 2–1       | 2–2     | 0–1     | —        | 2–1      | márc.    | szept.  | 1–0       | 4–0    | jún.   |
| 5.    | Brazília  | 12 | 5  | 3 | 4 | 17 | 11 | +6  | 18 | Kijut a világbajnokságra        |      | 0–1       | 1–1     | 1–0     | márc.    | —        | jún.     | 5–1     | 1–1       | szept. | 4–0    |
| 6.    | Paraguay  | 12 | 4  | 5 | 3 | 8  | 7  | +1  | 17 | Kijut a világbajnokságra        |      | 2–1       | jún.    | szept.  | 0–1      | 1–0      | —        | 1–0     | 2–1       | márc.  | 0–0    |
| 7.    | Bolívia   | 12 | 4  | 1 | 7 | 13 | 27 | −14 | 13 | Interkontinentális pótselejtező |      | 0–3       | márc.   | 1–2     | 1–0      | szept.   | 2–2      | —       | 4–0       | jún.   | 2–0    |
| 8.    | Venezuela | 12 | 2  | 6 | 4 | 11 | 15 | −4  | 12 |                                 |      | 1–1       | 0–0     | 0–0     | szept.   | 1–1      | 1–0      | jún.    | —         | 3–0    | márc.  |
| 9.    | Chile     | 12 | 2  | 3 | 7 | 9  | 20 | −11 | 9  |                                 | jún. | szept.    | márc.   | 0–0     | 1–2      | 0–0      | 1–2      | 4–2     | —         | 2–0    |        |
| 10.   | Peru      | 12 | 1  | 4 | 7 | 3  | 15 | −12 | 7  |                                 | 0–2  | 1–0       | jún.    | 1–1     | 0–1      | szept.   | márc.    | 1–1     | 0–0       | —      |        |

1. ↑  Ecuadortól levontak 3 pontot és 100 ezer svájci frankra büntették a szövetséget, miután az előző selejtezői ciklusban meghamisították Byron Castillo születési anyakönyvi kivonatát.[15]

### OFC (Óceánia)
(1 vagy 2 hely)
Az óceániai selejtezők formátuma nem változott. Három szakaszból áll, az elsőben a FIFA-ranglistán legalacsonyabb helyen szereplő négy csapat mérkőzik meg egymással, a kieséses torna győztese jut tovább a csoportkörbe, ahol két négycsapatos csoportra osztják a szövetséget. Mindkét csoportból az első két helyezett jut tovább az egyenes kieséses szakaszba, amelynek győztese egyenesen kijut a világbajnokságra, míg a második az interkontinentális pótselejtezőkön vesz részt. Az első alkalom lesz a 2026-os világbajnokság, hogy a szövetség garantáltan legalább 1 csapatot a világbajnokságra fog küldeni.

### UEFA (Európa)
(16 hely)
Az UEFA 2023. január 25-én jelentette be a selejtező új formátumát. Az első fordulóban a csapatokat 12 darab négy- vagy ötcsapatos csoportba sorsolták. A csoportok győztesei kijutnak a világbajnokságra. A második helyezettek pótselejtezőn vesznek részt.
Oroszország tagságát felfüggesztették.
- Csoportkör: 12 darab csoport, ebből hat négycsapatos, hat ötcsapatos. A csapatok oda-visszavágós körmérkőzést játszanak egymással. A csoportok győztesei kijutnak a világbajnokságra. A második helyezettek pótselejtezőn vesznek részt.
- Pótselejtező: 16 csapat vesz részt: a csoportkör 12 második helyezettje és a 2024–2025-ös UEFA Nemzetek Ligája négy legjobb csoportgyőztese, amelyek a csoportkör első két helyén kívül végeznek. A csapatokat négy ágra sorsolják, az ágakon két elődöntőt és egy döntőt rendeznek. Az elődöntőben a kiemelt csapat játszik hazai pályán, a döntők pályaválasztóit sorsolják. A döntők győztesei jutnak ki a világbajnokságra.[19][20]

Első forduló
A csoport
| Hely. | Csapat         | M | Gy | D | V | G+ | G– | Gk | P | Továbbjutás                      |          | Németország | Szlovákia | Észak-Írország | Luxemburg |
| ----- | -------------- | - | -- | - | - | -- | -- | -- | - | -------------------------------- | -------- | ----------- | --------- | -------------- | --------- |
| 1.    | Németország    | 0 | 0  | 0 | 0 | 0  | 0  | 0  | 0 | Kijut a 2026-os világbajnokságra |          | —           | nov. 17.  | szept. 7.      | okt. 10.  |
| 2.    | Szlovákia      | 0 | 0  | 0 | 0 | 0  | 0  | 0  | 0 | Pótselejtezőn vesz részt         |          | szept. 4.   | —         | nov. 14.       | okt. 13.  |
| 3.    | Észak-Írország | 0 | 0  | 0 | 0 | 0  | 0  | 0  | 0 |                                  |          | okt. 13.    | okt. 10.  | —              | nov. 17.  |
| 4.    | Luxemburg      | 0 | 0  | 0 | 0 | 0  | 0  | 0  | 0 |                                  | nov. 14. | szept. 7.   | szept. 4. | —              |           |

B csoport
| Hely. | Csapat     | M | Gy | D | V | G+ | G– | Gk | P | Továbbjutás                      |          | Svájc     | Svédország | Szlovénia | Koszovó   |
| ----- | ---------- | - | -- | - | - | -- | -- | -- | - | -------------------------------- | -------- | --------- | ---------- | --------- | --------- |
| 1.    | Svájc      | 0 | 0  | 0 | 0 | 0  | 0  | 0  | 0 | Kijut a 2026-os világbajnokságra |          | —         | nov. 15.   | szept. 8. | szept. 5. |
| 2.    | Svédország | 0 | 0  | 0 | 0 | 0  | 0  | 0  | 0 | Pótselejtezőn vesz részt         |          | okt. 10.  | —          | nov. 18.  | okt. 13.  |
| 3.    | Szlovénia  | 0 | 0  | 0 | 0 | 0  | 0  | 0  | 0 |                                  |          | okt. 13.  | szept. 5.  | —         | nov. 15.  |
| 4.    | Koszovó    | 0 | 0  | 0 | 0 | 0  | 0  | 0  | 0 |                                  | nov. 18. | szept. 8. | okt. 10.   | —         |           |

C csoport
| Hely. | Csapat           | M | Gy | D | V | G+ | G– | Gk | P | Továbbjutás                      |         | Dánia     | Görögország | Skócia    | Fehéroroszország |
| ----- | ---------------- | - | -- | - | - | -- | -- | -- | - | -------------------------------- | ------- | --------- | ----------- | --------- | ---------------- |
| 1.    | Dánia            | 0 | 0  | 0 | 0 | 0  | 0  | 0  | 0 | Kijut a 2026-os világbajnokságra |         | —         | okt. 12.    | szept. 5. | nov. 15.         |
| 2.    | Görögország      | 0 | 0  | 0 | 0 | 0  | 0  | 0  | 0 | Pótselejtezőn vesz részt         |         | szept. 8. | —           | nov. 15.  | szept. 5.        |
| 3.    | Skócia           | 0 | 0  | 0 | 0 | 0  | 0  | 0  | 0 |                                  |         | nov. 18.  | okt. 9.     | —         | okt. 12.         |
| 4.    | Fehéroroszország | 0 | 0  | 0 | 0 | 0  | 0  | 0  | 0 |                                  | okt. 9. | nov. 18.  | szept. 8.   | —         |                  |

D csoport
| Hely. | Csapat        | M | Gy | D | V | G+ | G– | Gk | P | Továbbjutás                      |          | Franciaország | Ukrajna  | Izland    | Azerbajdzsán |
| ----- | ------------- | - | -- | - | - | -- | -- | -- | - | -------------------------------- | -------- | ------------- | -------- | --------- | ------------ |
| 1.    | Franciaország | 0 | 0  | 0 | 0 | 0  | 0  | 0  | 0 | Kijut a 2026-os világbajnokságra |          | —             | nov. 13. | szept. 9. | okt. 10.     |
| 2.    | Ukrajna       | 0 | 0  | 0 | 0 | 0  | 0  | 0  | 0 | Pótselejtezőn vesz részt         |          | szept. 5.     | —        | nov. 16.  | okt. 13.     |
| 3.    | Izland        | 0 | 0  | 0 | 0 | 0  | 0  | 0  | 0 |                                  |          | okt. 13.      | okt. 10. | —         | szept. 5.    |
| 4.    | Azerbajdzsán  | 0 | 0  | 0 | 0 | 0  | 0  | 0  | 0 |                                  | nov. 16. | szept. 9.     | nov. 13. | —         |              |

E csoport
| Hely. | Csapat        | M | Gy | D | V | G+ | G– | Gk | P | Továbbjutás                      |           | Spanyolország | Törökország | Grúzia   | Bulgária  |
| ----- | ------------- | - | -- | - | - | -- | -- | -- | - | -------------------------------- | --------- | ------------- | ----------- | -------- | --------- |
| 1.    | Spanyolország | 0 | 0  | 0 | 0 | 0  | 0  | 0  | 0 | Kijut a 2026-os világbajnokságra |           | —             | nov. 18.    | okt. 11. | okt. 14.  |
| 2.    | Törökország   | 0 | 0  | 0 | 0 | 0  | 0  | 0  | 0 | Pótselejtezőn vesz részt         |           | szept. 7.     | —           | okt. 14. | nov. 15.  |
| 3.    | Grúzia        | 0 | 0  | 0 | 0 | 0  | 0  | 0  | 0 |                                  |           | nov. 15.      | szept. 4.   | —        | szept. 7. |
| 4.    | Bulgária      | 0 | 0  | 0 | 0 | 0  | 0  | 0  | 0 |                                  | szept. 4. | okt. 11.      | nov. 18.    | —        |           |

F csoport
| Hely. | Csapat       | M | Gy | D | V | G+ | G– | Gk | P | Továbbjutás                      |           | Portugália | Magyarország | Írország | Örményország |
| ----- | ------------ | - | -- | - | - | -- | -- | -- | - | -------------------------------- | --------- | ---------- | ------------ | -------- | ------------ |
| 1.    | Portugália   | 0 | 0  | 0 | 0 | 0  | 0  | 0  | 0 | Kijut a 2026-os világbajnokságra |           | —          | okt. 14.     | okt. 11. | nov. 16.     |
| 2.    | Magyarország | 0 | 0  | 0 | 0 | 0  | 0  | 0  | 0 | Pótselejtezőn vesz részt         |           | szept. 9.  | —            | nov. 16. | okt. 11.     |
| 3.    | Írország     | 0 | 0  | 0 | 0 | 0  | 0  | 0  | 0 |                                  |           | nov. 13.   | szept. 6.    | —        | okt. 14.     |
| 4.    | Örményország | 0 | 0  | 0 | 0 | 0  | 0  | 0  | 0 |                                  | szept. 6. | nov. 13.   | szept. 9.    | —        |              |

G csoport
| Hely. | Csapat        | M | Gy | D | V | G+ | G– | Gk | P | Továbbjutás                      |           | Lengyelország | Finnország | Litvánia | Hollandia | Málta     |
| ----- | ------------- | - | -- | - | - | -- | -- | -- | - | -------------------------------- | --------- | ------------- | ---------- | -------- | --------- | --------- |
| 1.    | Lengyelország | 2 | 2  | 0 | 0 | 3  | 0  | +3 | 6 | Kijut a 2026-os világbajnokságra |           | —             | szept. 7.  | 1–0      | nov. 14.  | 2–0       |
| 2.    | Finnország    | 2 | 1  | 1 | 0 | 3  | 2  | +1 | 4 | Pótselejtezőn vesz részt         |           | jún. 10.      | —          | okt. 9.  | jún. 7.   | nov. 14.  |
| 3.    | Litvánia      | 2 | 0  | 1 | 1 | 2  | 3  | −1 | 1 |                                  |           | okt. 12.      | 2–2        | —        | szept. 7. | szept. 4. |
| 4.    | Hollandia     | 0 | 0  | 0 | 0 | 0  | 0  | 0  | 0 |                                  | szept. 4. | okt. 12.      | nov. 17.   | —        | jún. 10.  |           |
| 5.    | Málta         | 2 | 0  | 0 | 2 | 0  | 3  | −3 | 0 |                                  | nov. 17.  | 0–1           | jún. 7.    | okt. 9.  | —         |           |

H csoport
| Hely. | Csapat              | M | Gy | D | V | G+ | G– | Gk  | P | Továbbjutás                      |           | Bosznia-Hercegovina | Ausztria  | Románia  | Ciprusi Köztársaság | San Marino |
| ----- | ------------------- | - | -- | - | - | -- | -- | --- | - | -------------------------------- | --------- | ------------------- | --------- | -------- | ------------------- | ---------- |
| 1.    | Bosznia-Hercegovina | 3 | 3  | 0 | 0 | 4  | 1  | +3  | 9 | Kijut a 2026-os világbajnokságra |           | —                   | szept. 9. | nov. 15. | 2–1                 | 1–0        |
| 2.    | Ausztria            | 2 | 2  | 0 | 0 | 6  | 1  | +5  | 6 | Pótselejtezőn vesz részt         |           | nov. 18.            | —         | 2–1      | szept. 6.           | okt. 9.    |
| 3.    | Románia             | 4 | 2  | 0 | 2 | 8  | 4  | +4  | 6 |                                  |           | 0–1                 | okt. 12.  | —        | 2–0                 | nov. 18.   |
| 4.    | Ciprus              | 3 | 1  | 0 | 2 | 3  | 4  | −1  | 3 |                                  | okt. 9.   | nov. 15.            | szept. 9. | —        | 2–0                 |            |
| 5.    | San Marino          | 4 | 0  | 0 | 4 | 1  | 12 | −11 | 0 |                                  | szept. 6. | 0–4                 | 1–5       | okt. 12. | —                   |            |

I csoport
| Hely. | Csapat      | M | Gy | D | V | G+ | G– | Gk  | P  | Továbbjutás                      |     | Norvégia  | Izrael   | Olaszország | Észtország | Moldova   |
| ----- | ----------- | - | -- | - | - | -- | -- | --- | -- | -------------------------------- | --- | --------- | -------- | ----------- | ---------- | --------- |
| 1.    | Norvégia    | 4 | 4  | 0 | 0 | 13 | 2  | +11 | 12 | Kijut a 2026-os világbajnokságra |     | —         | okt. 11. | 3–0         | nov. 13.   | szept. 8. |
| 2.    | Izrael      | 3 | 2  | 0 | 1 | 7  | 6  | +1  | 6  | Pótselejtezőn vesz részt         |     | 2–4       | —        | szept. 8.   | 2–1        | nov. 16.  |
| 3.    | Olaszország | 2 | 1  | 0 | 1 | 2  | 3  | −1  | 3  |                                  |     | nov. 16.  | okt. 14. | —           | szept. 5.  | 2–0       |
| 4.    | Észtország  | 4 | 1  | 0 | 3 | 5  | 8  | −3  | 3  |                                  | 0–1 | 1–3       | okt. 11. | —           | okt. 14.   |           |
| 5.    | Moldova     | 3 | 0  | 0 | 3 | 2  | 10 | −8  | 0  |                                  | 0–5 | szept. 5. | nov. 13. | 2–3         | —          |           |

J csoport
| Hely. | Csapat          | M | Gy | D | V | G+ | G– | Gk | P | Továbbjutás                      |          | Észak-Macedónia | Wales     | Kazahsztán | Belgium  | Liechtenstein |
| ----- | --------------- | - | -- | - | - | -- | -- | -- | - | -------------------------------- | -------- | --------------- | --------- | ---------- | -------- | ------------- |
| 1.    | Észak-Macedónia | 2 | 1  | 1 | 0 | 4  | 1  | +3 | 4 | Kijut a 2026-os világbajnokságra |          | —               | 1–1       | okt. 13.   | jún. 6.  | szept. 7.     |
| 2.    | Wales           | 2 | 1  | 1 | 0 | 4  | 2  | +2 | 4 | Pótselejtezőn vesz részt         |          | nov. 18.        | —         | 3–1        | okt. 13. | jún. 6.       |
| 3.    | Kazahsztán      | 2 | 1  | 0 | 1 | 3  | 3  | 0  | 3 |                                  |          | jún. 9.         | szept. 4. | —          | nov. 15. | okt. 10.      |
| 4.    | Belgium         | 0 | 0  | 0 | 0 | 0  | 0  | 0  | 0 |                                  | okt. 10. | jún. 9.         | szept. 7. | —          | nov. 18. |               |
| 5.    | Liechtenstein   | 2 | 0  | 0 | 2 | 0  | 5  | −5 | 0 |                                  | 0–3      | nov. 15.        | 0–2       | szept. 4.  | —        |               |

K csoport
| Hely. | Csapat     | M | Gy | D | V | G+ | G– | Gk | P | Továbbjutás                      |          | Anglia    | Albánia   | Szerbia  | Lettország | Andorra   |
| ----- | ---------- | - | -- | - | - | -- | -- | -- | - | -------------------------------- | -------- | --------- | --------- | -------- | ---------- | --------- |
| 1.    | Anglia     | 3 | 3  | 0 | 0 | 6  | 0  | +6 | 9 | Kijut a 2026-os világbajnokságra |          | —         | 2–0       | nov. 13. | 3–0        | szept. 6. |
| 2.    | Albánia    | 4 | 1  | 2 | 1 | 4  | 3  | +1 | 5 | Pótselejtezőn vesz részt         |          | nov. 16.  | —         | 0–0      | szept. 9.  | 3–0       |
| 3.    | Szerbia    | 2 | 1  | 1 | 0 | 3  | 0  | +3 | 4 |                                  |          | szept. 9. | okt. 11.  | —        | nov. 16.   | 3–0       |
| 4.    | Lettország | 3 | 1  | 1 | 1 | 2  | 4  | −2 | 4 |                                  | okt. 14. | 1–1       | szept. 6. | —        | okt. 11.   |           |
| 5.    | Andorra    | 4 | 0  | 0 | 4 | 0  | 8  | −8 | 0 |                                  | 0–1      | nov. 13.  | okt. 14.  | 0–1      | —          |           |

L csoport
| Hely. | Csapat       | M | Gy | D | V | G+ | G– | Gk  | P | Továbbjutás                      |          | Csehország | Horvátország | Montenegró | Feröer   | Gibraltár (brit tengerentúli terület) |
| ----- | ------------ | - | -- | - | - | -- | -- | --- | - | -------------------------------- | -------- | ---------- | ------------ | ---------- | -------- | ------------------------------------- |
| 1.    | Csehország   | 4 | 3  | 0 | 1 | 9  | 6  | +3  | 9 | Kijut a 2026-os világbajnokságra |          | —          | okt. 9.      | 2–0        | 2–1      | nov. 17.                              |
| 2.    | Horvátország | 2 | 2  | 0 | 0 | 12 | 1  | +11 | 6 | Pótselejtezőn vesz részt         |          | 5–1        | —            | szept. 8.  | nov. 14. | okt. 12.                              |
| 3.    | Montenegró   | 3 | 2  | 0 | 1 | 4  | 3  | +1  | 6 |                                  |          | szept. 5.  | nov. 17.     | —          | 1–0      | 3–1                                   |
| 4.    | Feröer       | 3 | 1  | 0 | 2 | 3  | 4  | −1  | 3 |                                  | okt. 12. | szept. 5.  | okt. 9.      | —          | 2–1      |                                       |
| 5.    | Gibraltár    | 4 | 0  | 0 | 4 | 2  | 16 | −14 | 0 |                                  | 0–4      | 0–7        | nov. 14.     | szept. 8.  | —        |                                       |

## Interkontinentális pótselejtezők
Az utolsó két csapatról, ami kijut a világbajnokságra, egy hatcsapatos pótselejtező-torna fog dönteni. Az UEFA kivételével (ahol a kontinensen belül játsszák a pótselejtezőket) minden kontinentális szövetségből egy csapat fog részt venni, míg a rendezők szövetségéből kettő.
A FIFA rangsorán két legmagasabban szereplő csapat mindössze egy mérkőzést fog játszani, a fennmaradó négy együttes között játszott kieséses szakasz győztesei ellen.
A tornát a rendező országok egyikében fogják játszani, egy úgynevezett próbaeseményként. A pótselejtezők 2025 novemberére várhatók.